# Warner Communications
Warner Communications werd opgericht in 1972 toen Kinney National Company wegens een financieel schandaal alle niet amusementsactiviteiten verkocht. Kinney veranderde de naam naar Warner Communications om gebruik te maken van de goede merknaam van Warner Bros. Pictures.
Door de jaren '70 en '80 heen fungeerde Warner Communications als holdingsmaatschappij voor Warner Bros. Pictures en de Warner Music Group. Daarnaast bezat het ook de uitgeverij DC Comics en het tijdschrift Mad Magazine. Warner maakte veel winst (en leed later verlies) door dochter Atari, welke van 1976 tot en met 1984 in hun bezit was.
In de jaren '70 vormde Warner een joint venture met American Express, genaamd Warner-Amex Satellite Entertainment. Deze joint venture bezat onder andere MTV, Nickelodeon en Showtime. Warner kocht American Express in 1984 uit en verkocht Warner-Amex later aan Viacom. Het werd dan door Viacom hernoemd naar MTV Networks.
In 1987 werd er aangekondigd dat Warner Communications en Time Inc. zouden fuseren. Paramount Communications bracht prompt een vijandig overnamebod uit op Time Inc.. Het duurder echter nog tot 1989 voordat de fusie voltooid was. De laatste zakenactie van Warner was het uitkopen van Lorimar Telepictures. Het gecombineerde concern werd in 1990 hernoemd naar Time Warner.